# Drosophila couturieri
Drosophila couturieri este o specie de muște din genul Drosophila, familia Drosophilidae, descrisă de Tsacas în anul 2006.
Este endemică în Ivory Coast. Conform Catalogue of Life specia Drosophila couturieri nu are subspecii cunoscute.